# Aubrey Beardsley

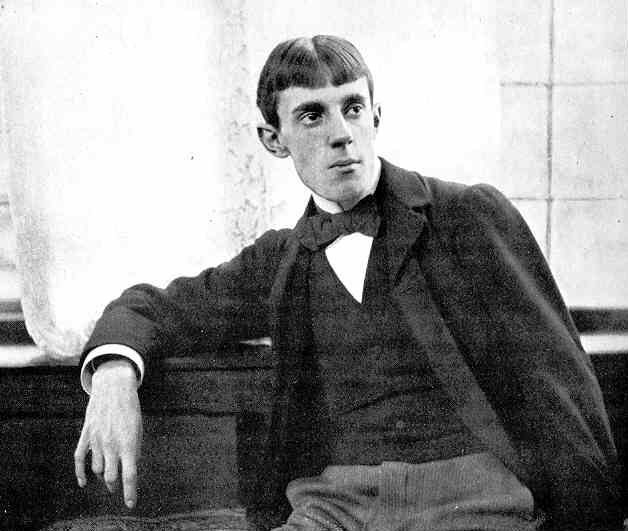
Aubrey Beardsley, 1896.

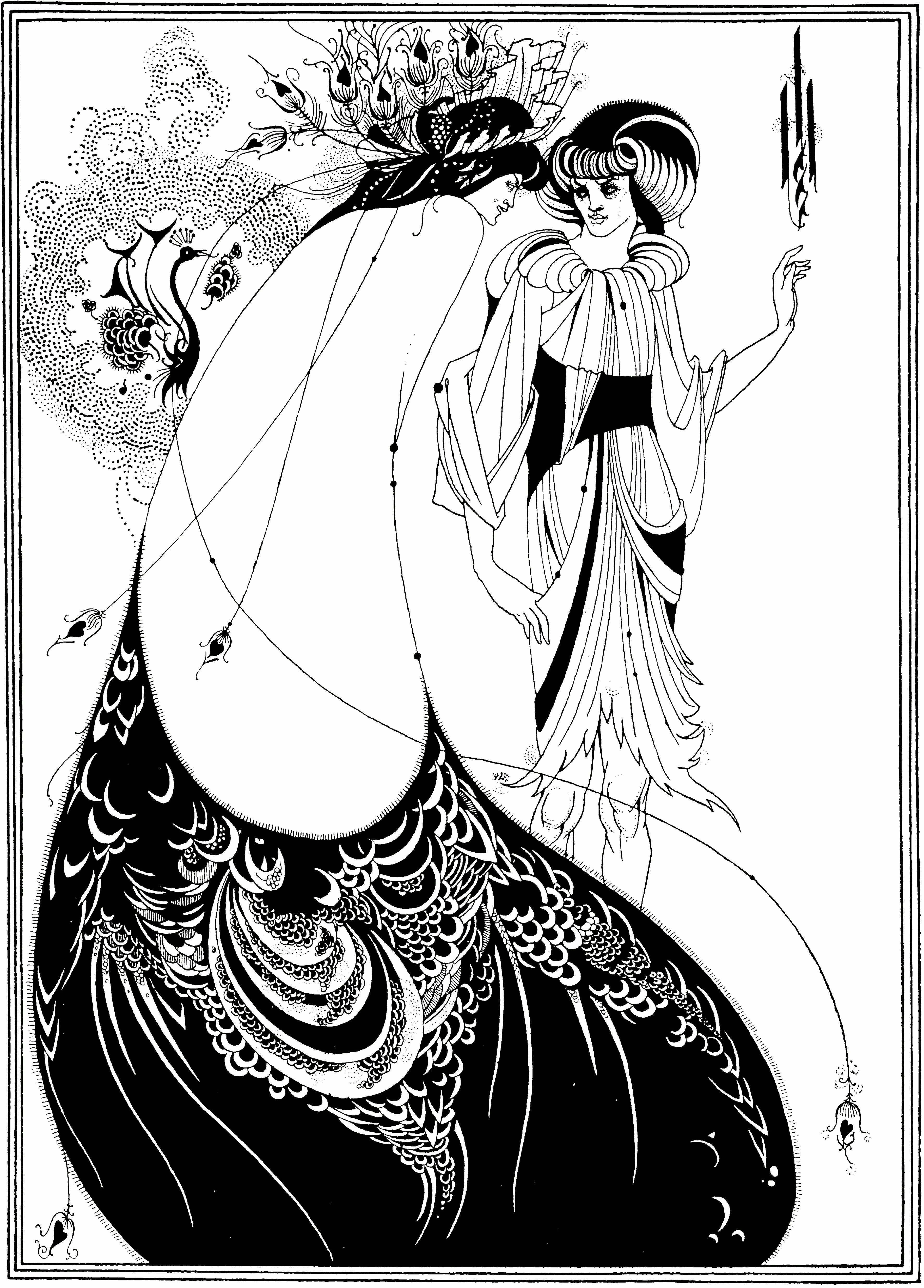
The Peacock Skirt, en illustration från 1894 för den första engelska uppsättningen av Oscar Wildes Salome.

Aubrey Beardsley, född 21 augusti 1872 i Brighton, död 16 mars 1898 i Menton, Frankrike, var en brittisk tecknare, grafiker och illustratör.
Beardsleys verk tillhör jugendstilen. Hans illustrationer utmärks av starka kontraster mellan vita ytor och svarta fält. De kännetecknas ofta av mörka, erotiska undertoner och symbolism. I hans verk går det att se påverkan av prerafaeliterna, japanska träsnitt, grekiska vasmålningar och Henri de Toulouse-Lautrec.

## Biografi
Aubrey Beardsley var som barn en duktig pianist och han gav flera konserter i sin hemstad Brighton. Det var endast under sina fem sista levnadsår som han ägnade sig åt tecknande, efter att han en tid arbetat som försäkringsagent.
Beardsley ingick i det sällskap av konstnärer och författare som publicerade Yellow Book. Han var konstskribent i de första fyra upplagorna och framställde många illustrationer för tidningen. Han var även nära förknippad med esteticismen, den brittiska motsvarigheten till dekadensen och symbolismen.
De flesta av hans bilder är gjorda i tusch och innehåller stora mörka avsnitt som kontrasterar mot stora ljusa områden, samt detaljrika partier som står i kontrast mot områden utan detaljer.
Aubrey Beardsley var den mest kontroversielle konstnären under jugendperioden, känd för sina mörka, perversa och groteska erotiska bilder som var hans teman i senare arbeten. Hans mest berömda illustrationer refererade till historia och mytologi, bland annat Aristofanes Lysistrate och Oscar Wildes Salome, samt Alexander Popes The Rape of the Lock.
Beardsley publicerade många av sina teckningar i tidskrifterna "The Yellow Book" och "The Savoy". I den senare bidrog han även med dikter, och ett novellfragment, Under the Hill.
Beardsley var nära vän med Oscar Wilde och illustrerade Salome 1893 inför den franska uppsättningen. Året efter sattes den upp i England. Han gav också ut omfattande illustrationer för böcker och tidningar, bland annat Thomas Malorys Le Morte d'Arthur. Han arbetade för tidningar som The Savoy och bidrog mycket till uppmärksamheten kring magasinet The Studio. Beardsley skrev även Under the Hill, en erotisk saga om den medeltida tyska legenden Tannhäuser. Han avslutade aldrig sagan men den gavs ut 1907.
Beardsley var även karikatyrist och ritade några politiska teckningar som speglade Oscar Wildes vanvördiga kvickhet inom konsten. Beardsleys arbeten reflekterade dekadensen under hans period. Hans inflytande var enormt, och skönjdes tydligt hos de franska symbolisterna, affischkonsten under 1890-talet och många av de senare konstnärerna under jugendperioden som till exempel Pape och Clarke. Han gjorde även illustrationer till Edgar Allan Poes berättelser.
På sin dödsbädd bad Beardsley att hans Lysistrate och andra obscena verk av honom skulle förstöras, vilket hans utgivare vägrade.
Beardsley smittades som barn av tuberkulos, och avled av sjukdomen endast 25 år gammal.

## Galleri

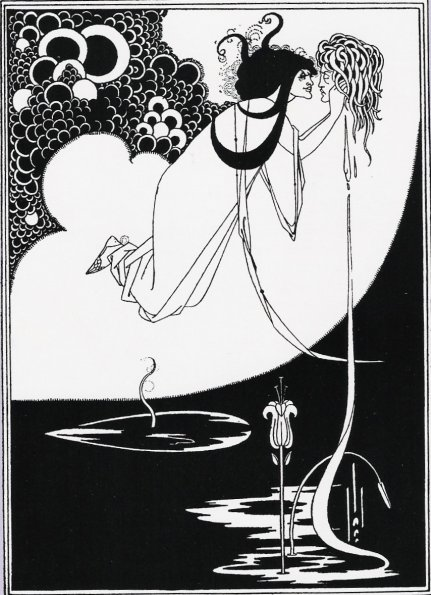
Apotheose, Illustration till Oscar Wildes Salome
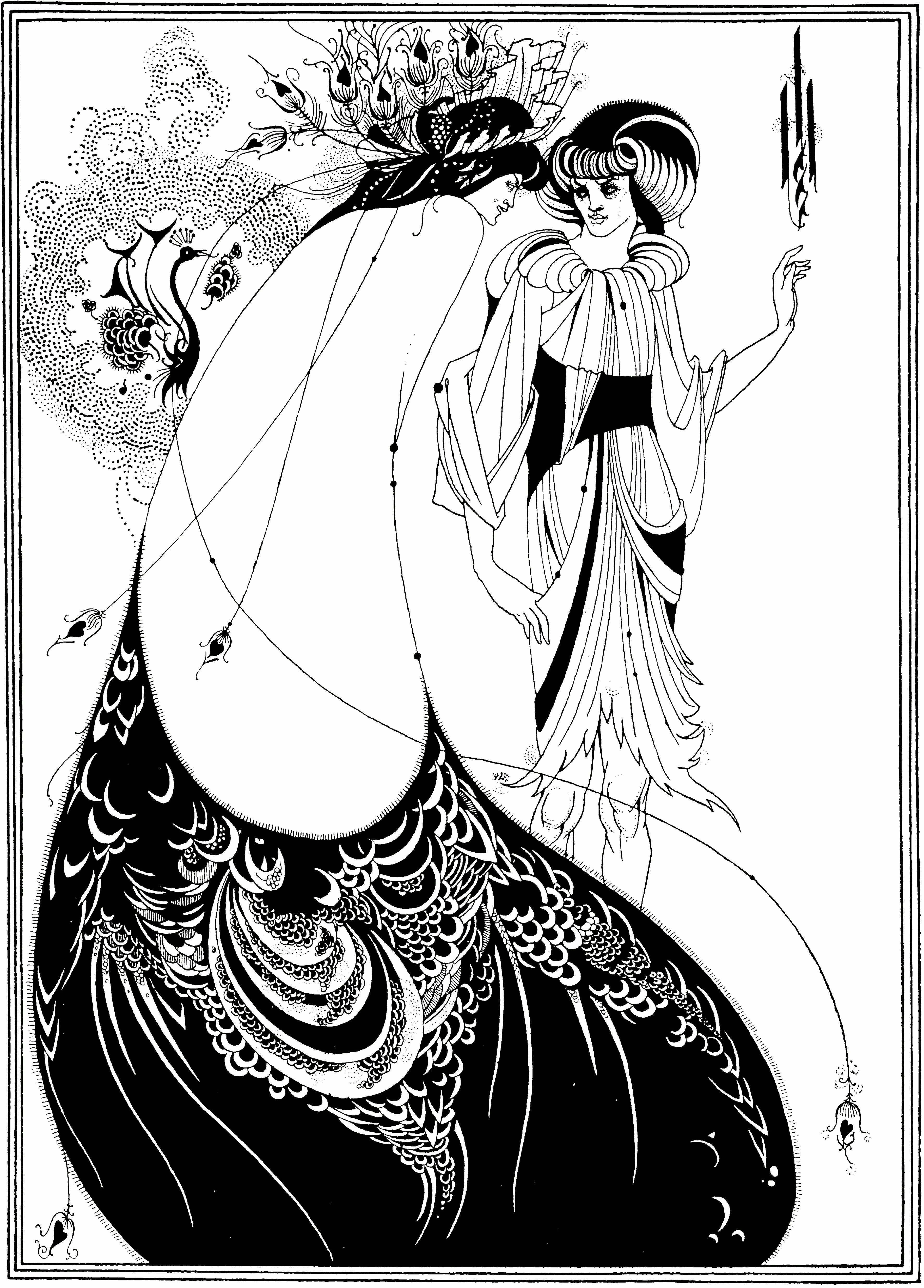
The Peacock Skirt Illustration till Salome, 1892
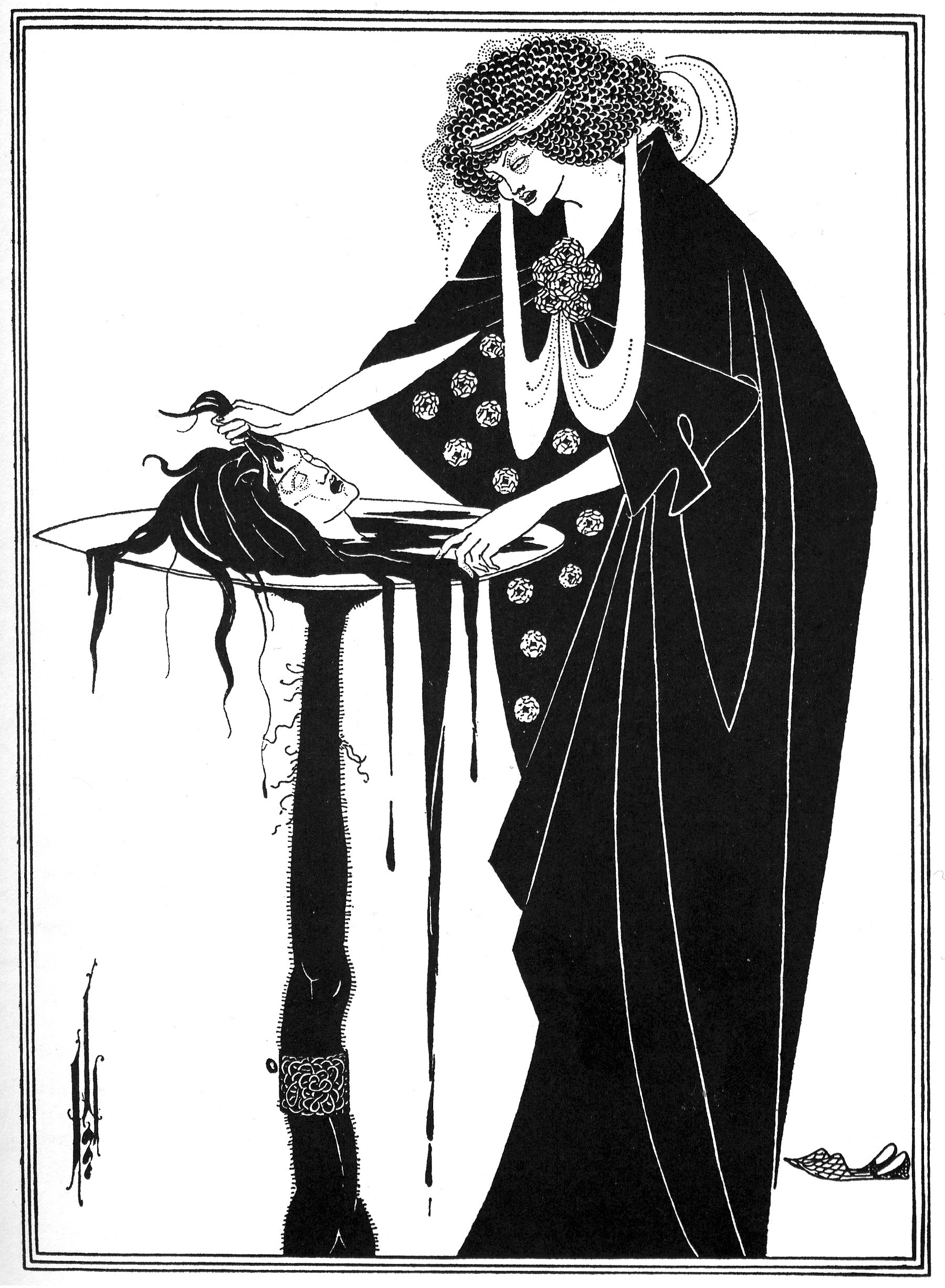
The Dancer's Reward (1894). Illustration till Salome.
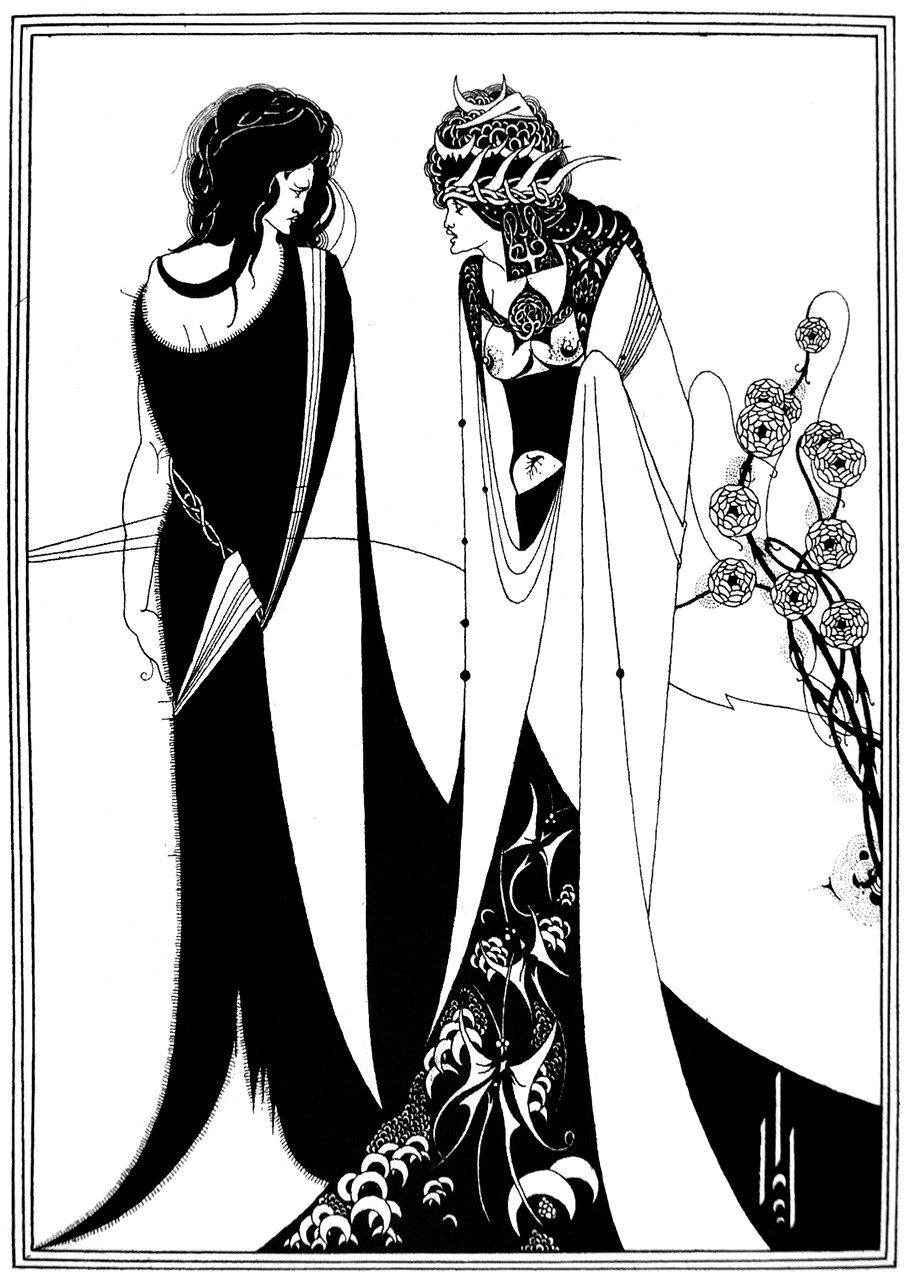
John and Salome, Illustration till Salome, publicerad först 1907
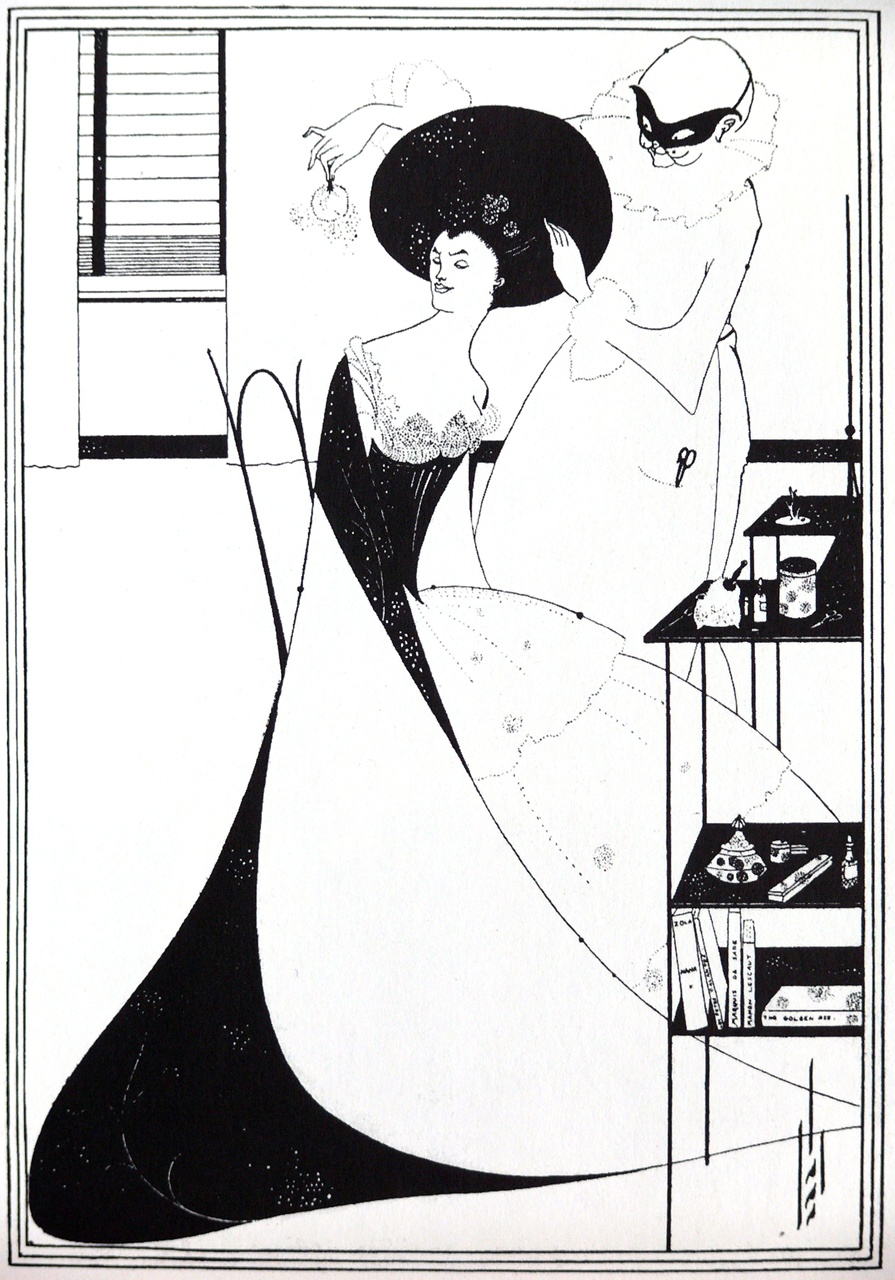
Salomes toalett, 1893
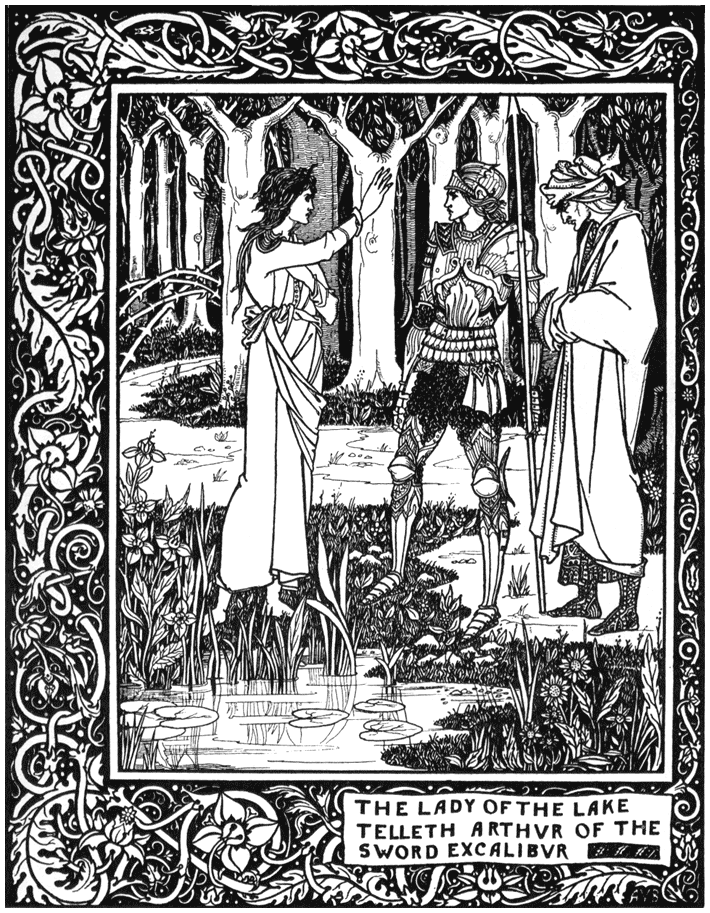
Le morte d'Arthur
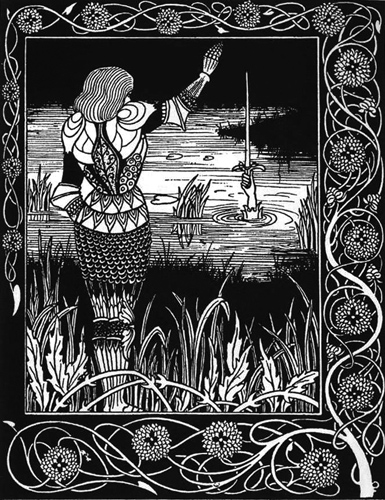
Arthur blir Excalibur
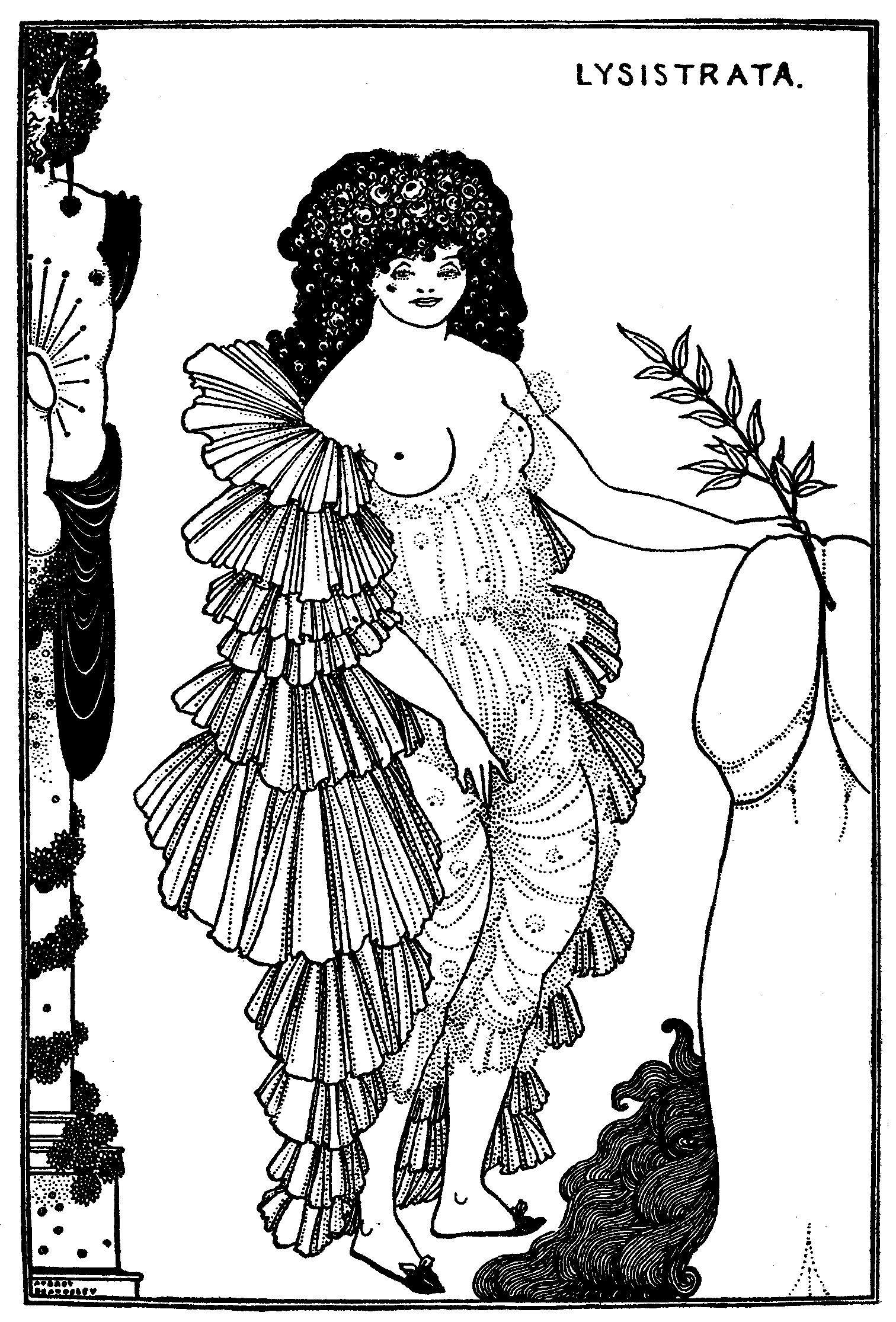
Omslag till Lysistrate av Aristofanes. Lysistratata.
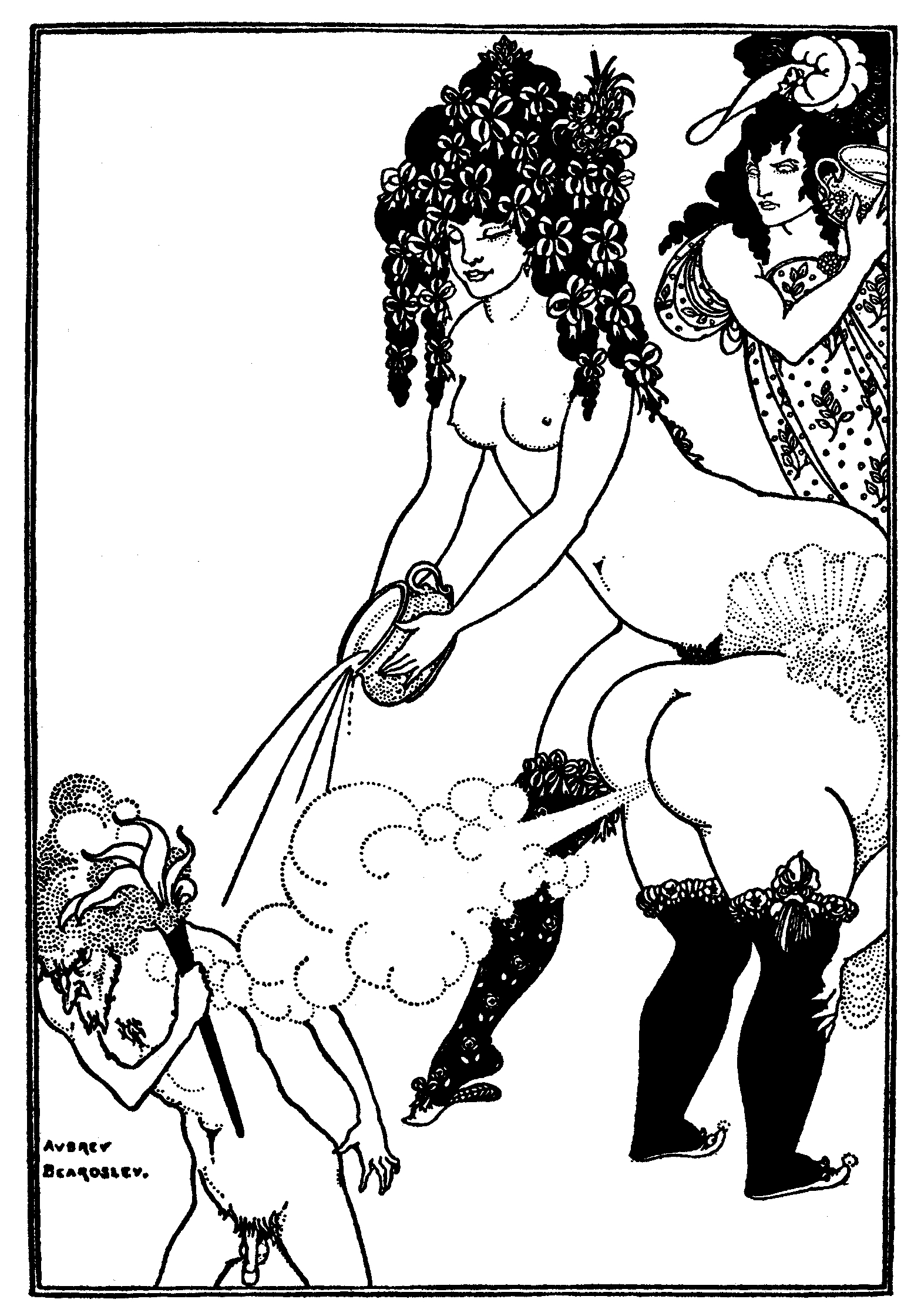
Lysistrate
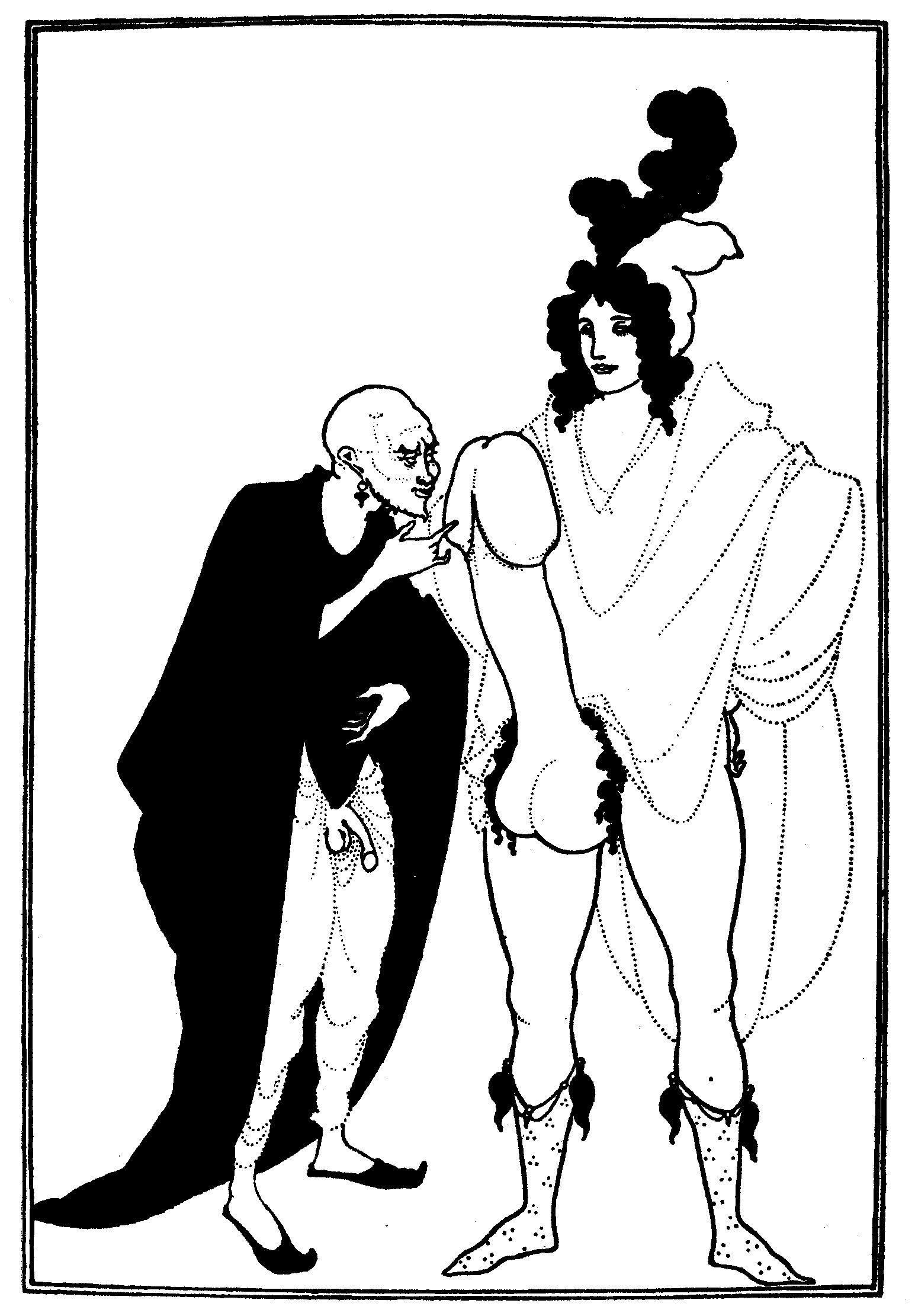
Lysistrate
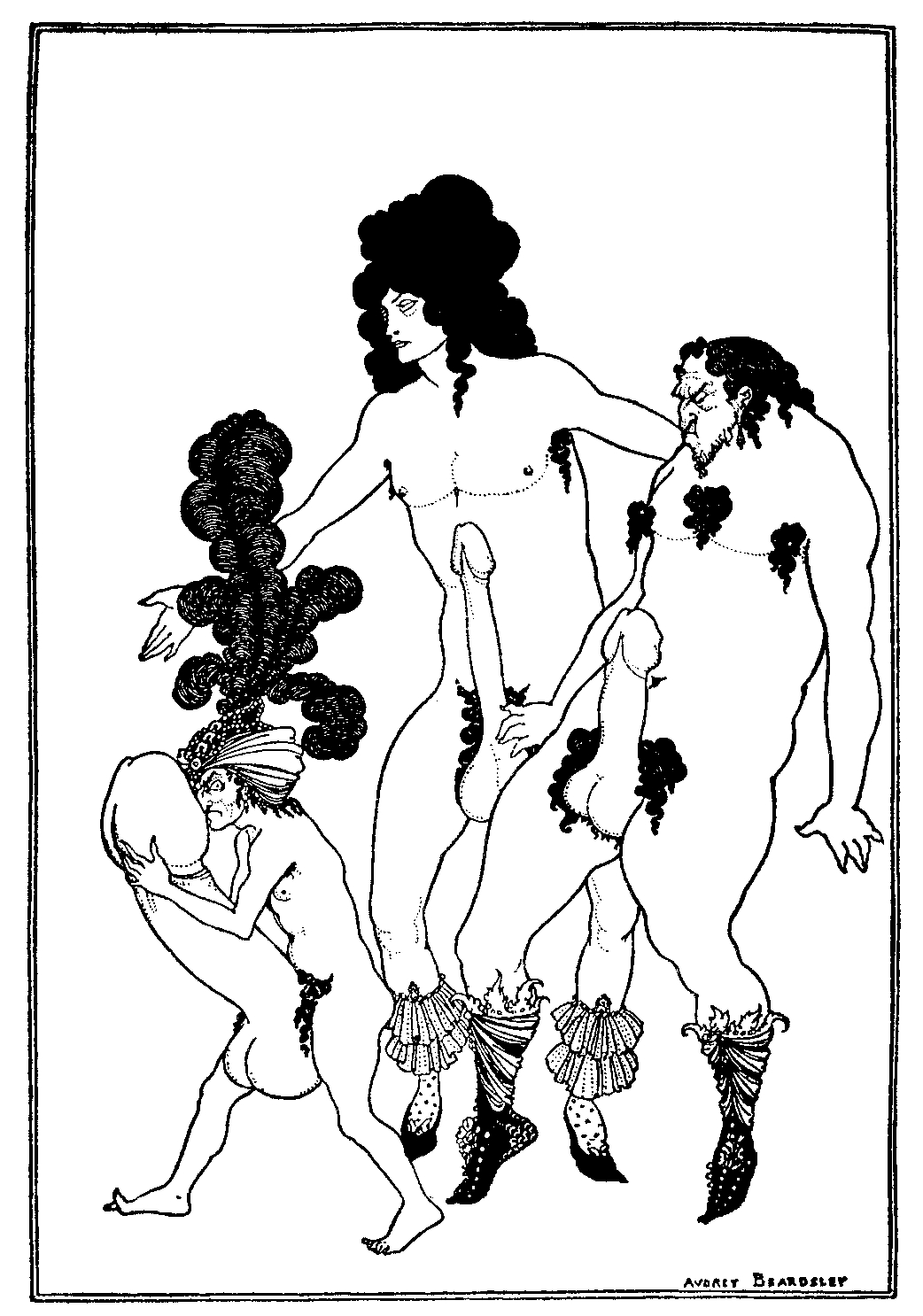
Lysistrate
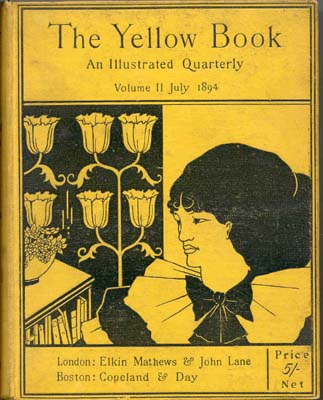
Titelsida till The Yellow Book, 1894
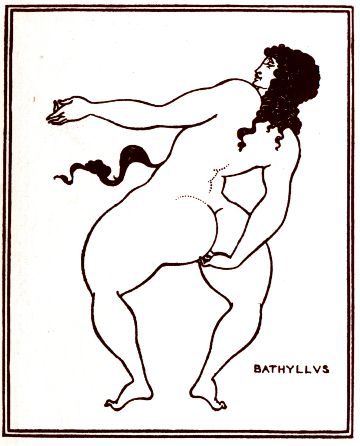
Bathyllus i posé, 1896
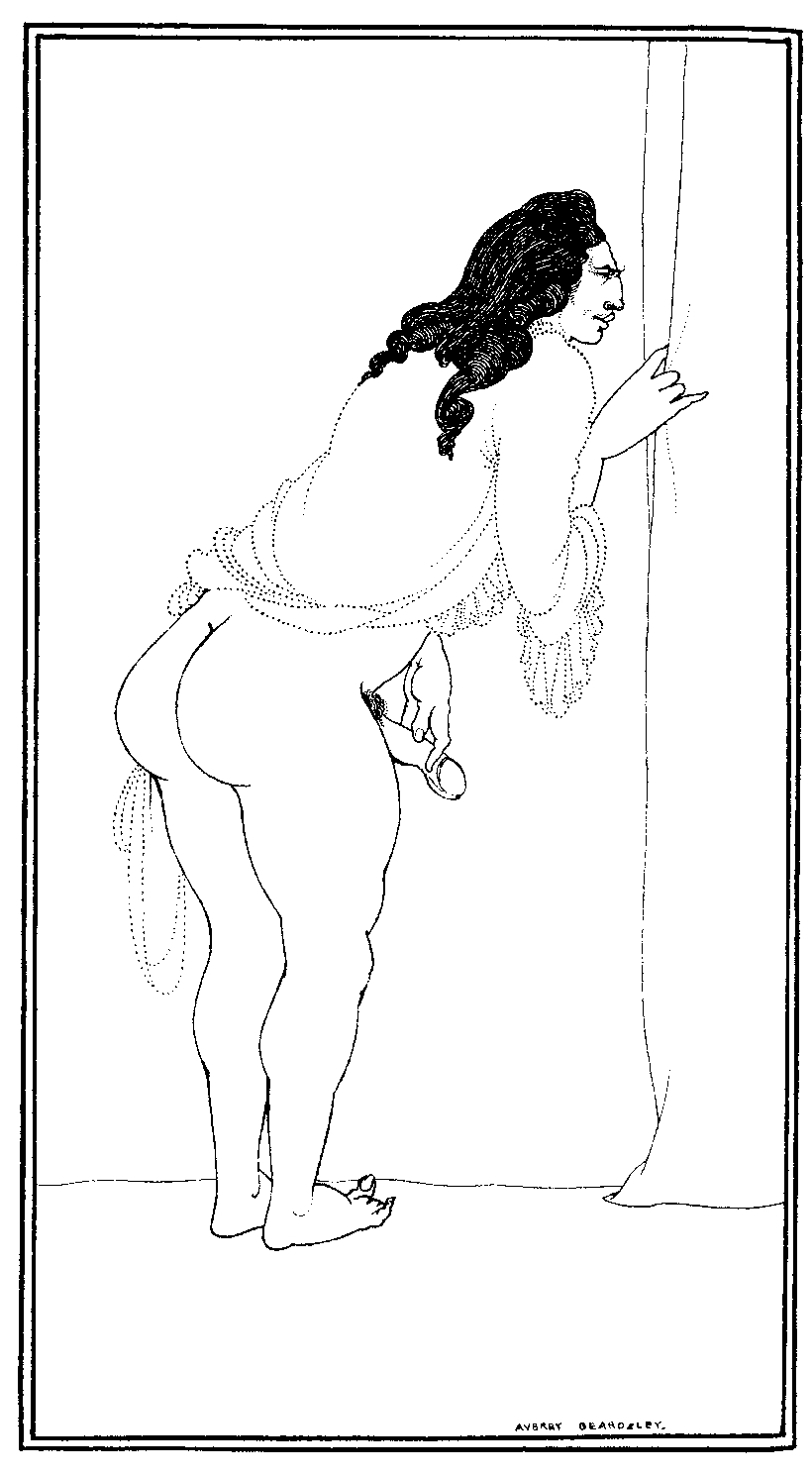
Äktenskapsbrytaren, 1897